# Magisterarbeit
Die Magisterarbeit ist eine wissenschaftliche Arbeit, die für den Abschluss eines Studiums mit dem Magister-Grad zu verfassen ist. 

## Erstellung und Rang der Magisterarbeit
Die genauen administrativen, inhaltlichen und formalen Vorgaben für die Erstellung einer Magisterarbeit sind von Universität zu Universität verschieden und ergeben sich aus den jeweiligen Prüfungsordnungen. Üblicherweise wird das Thema der Arbeit vom Magisterkandidaten selbst gewählt und in vier bis sechs Monaten bearbeitet. Gängige formale Anforderungen sind: ein Umfang von 60–120 Seiten, Format A4, gebundene Form, Paginierung, Literaturverzeichnis, Inhaltsverzeichnis sowie eine Versicherung an Eides statt, die besagt, dass man die Arbeit selbst und mit Kenntlichmachung der verwendeten Zitate und Quellen erstellt hat (also kein Plagiat vorgelegt hat). Nach Begutachtung der Arbeit durch zwei Professoren oder Dozenten, meist einer schriftlichen Klausur und immer einer mündlichen Prüfung wird dem Verfasser der Arbeit der akademische Grad Magister Artium verliehen (kurz M.A.) Er wird in Deutschland traditionell nach dem Familiennamen geführt, in Österreich wird der Grad Magister (kurz Mag.) vor dem Familiennamen geführt.
Eine Kopie der gebundenen Magisterarbeit verbleibt im Besitz der Universität und wird dort in der Regel – allerdings oft unter Verschluss – in der Fachbereichsbibliothek der jeweiligen Fakultät aufbewahrt. 
Die Magisterarbeit entspricht einer Diplomarbeit bzw. einer Master-Thesis.

## Deutschland und Schweiz
In Deutschland und in der Schweiz ist für jeden Studiengang festgelegt, ob eine Diplom- oder eine Magisterarbeit zu schreiben ist. Magisterarbeiten sind in der Regel für geisteswissenschaftliche, Diplomarbeiten für ingenieur- und naturwissenschaftliche Fachrichtungen vorgesehen. Da ein Magisterstudiengang in der Regel ein Zwei- oder Drei-Fächer-Studium ist, wird die Arbeit im ersten oder im einzigen Hauptfach geschrieben. Im zweiten Hauptfach oder in den beiden Nebenfächern muss nur eine mündliche und/oder eine schriftliche Prüfung erfolgen, um das Studium abzuschließen.
In den nächsten Jahren werden die Magisterstudiengänge in Deutschland schrittweise und bundesweit im Rahmen des Bologna-Prozesses durch Bachelor- und Master-Studiengänge ersetzt. Dies bedeutet ebenso eine Änderung der Anforderungen an die Abschlussarbeiten.

## Österreich
In Österreich hießen die im Rahmen des Bologna-Prozesses neu eingeführten Studien, die in Deutschland und in der Schweiz als Masterstudiengänge bezeichnet werden, Magisterstudien. Die im Rahmen dieser Studien zu verfassenden wissenschaftlichen Arbeiten hießen dementsprechend Magisterarbeiten. Jene Arbeiten, die im Rahmen der traditionellen Diplomstudien zu schreiben sind, heißen hingegen unabhängig von der Fachrichtung des Studiums Diplomarbeiten. Die bestehenden Magisterstudien wurden Mitte 2006 in Masterstudien umbenannt, anstelle der Magisterarbeiten sind nun Masterarbeiten zu schreiben.